# Arge sorbi
Arge sorbi is een vliesvleugelig insect uit de familie van de Argidae. De wetenschappelijke naam van de soort is voor het eerst geldig gepubliceerd in 1984 door Schedl & Pschorn-Walcher.